# Кельзи, Фёдор Ильич
Фёдор Ильич Кельзи (Абдаллах Кельзи, 1819, Алеппо — 1912, Санкт-Петербург) — арабист, лектор арабского языка в Петербургском университете.

## Биография
Родился в июле 1819 года в Алеппо в арабской армяно-католической семье. В 1837 году переселился в Россию. По некоторым сведениям, вначале преподавал арабский язык в Одессе.
С 1856 года на безвозмездной основе начал практические занятия по арабскому языку со студентами факультета восточных языков Санкт-Петербургского университета. С 1859 года он был зачислен на факультет сверхштатным преподавателем с содержанием 400 рублей, а в 1863 году утверждён штатным лектором. Преподавал просторечное арабо-сирийское наречие. В этом же году он напечатал небольшое руководство: «Русско-арабские общественные разговоры с приложением опыта перевода басен Крылова на арабский язык», где содержался также словарь (около 500 слов) и материалы для упражнений, расположенные тематически. Кельзи перевёл прозой на арабский язык 10 басен И. А. Крылова: «Ворона и Лисица», «Дуб и Трость», «Лягушка и Вол», «Разборчивая невеста», «Прохожие и Собаки», «Заяц на ловле», «Мешок», «Лань и Дервиш», «Фортуна и Нищий», «Вельможа».
В 1871 году отказался от турецкого подданства и принял российское. В феврале 1881 года за выслугой лет уволен в отставку, но давал занятия студентам в качестве вольно-наёмного преподавателя до 1882 года. Умер в отставке, по одним данным — в 1886 году, по другим — в 1912 году.

## Сочинения
- Кельзи Ф. Русско-арабские общественные разговоры, составленные в пользу студентов Восточного факультета при Санктпетербургском университете. И приспособленные к разговорно-арабскому наречию, употребляемому в Сирии и в провинциях Турецких и Персидских Ф. Кельзи (из Алепо), преподавателем арабского языка при том же университете, с приложением опыта перевода басен И. А. Крылова на арабский язык. — СПб. — Тип. Акад. наук. — 1863. — 142 с.